# شليم جاران
شليم‌ جاران هي قرية في مقاطعة بيرانشهر، إيران. يقدر عدد سكانها بـ 310 نسمة بحسب إحصاء 2016.